# Джунглівниця північна
Джунглівниця північна (Cyornis brunneatus) — вид горобцеподібних птахів родини мухоловкових (Muscicapidae). Мешкає на південному сході Китаю.

## Таксономія
Північну джунглівницю раніше відносили до роду Джунглівниця (Rhinomyias), однак дослідження 2010 року показало, що рід є поліфілітичним. За результатами дослідження низку видів, зокрема північну джунглівницю було переведено до роду Гірська нільтава (Cyornis).

## Поширення і екологія
Північні джунглівниці гніздяться в Південно-Східному Китаї, зимують на півдні Малайського півострова. Поодинокі мігруюючі особини трапляються на півночі Калімантану. Північні джунглівниці живуть в бамбуковому або чагарниковому підліску субтропічних широколистяних вічнозелених лісів на висоті від 600 до 1600 м над рівнем моря.

## Збереження
МСОП вважає цей вид вразливим. Дослідники оцінюють популяцію північних джунглівниць в 3500-15000 птахів. Їм загрожує знищення природного середовища.